# Неистовый, яростный, бешеный…
«Неистовый, яростный, бешеный…» — российский фильм, снятый по заказу Правительства Москвы, производство компании «Шар».

## Сюжет
Во время Второй мировой войны скрытые соперники СССР и Америка вынуждены были объединиться и создать коалицию для борьбы против стран нацистского блока. В результате русские и американцы провели не одну блестящую совместную операцию, в числе которых была и операция «Frantic», что в переводе с английского означает «неистовый, яростный». Сюжет картины выстраивается на молодых героях, участниках военных событий; несмотря ни на что, им свойственны душевные порывы, искренняя дружба и безудержная любовь.

## В главных ролях
- Кирилл Запорожский — Бобров
- Дарья Лузина — Оля
- Сергей Ларин — Арнольд Киршбладт
- Александр Лучинин — Джордж Платонов
- Ксения Иванова — Нина
- Михаил Калиничев — Валентин Платонов

## В ролях
- Ирина Галибина — Крамская
- Андрей Арзяев — Салюк, капитан
- Юрий Шлыков — Перминов, генерал
- Сергей Тезов — Томпсон
- Ольга Хохлова — мать Константина Боброва
- Геннадий Козлов — Гарриман
- Иван Ахади — Иосиф Сталин
- Александр Миронов — Абакумов
- Антон Никушин — Поскребышев
- Александр Загрудный — Дин
- Владимир Истомин — Геринг
- Пётр Черняев — генерал СМЕРШ
- Виктор Хатеновский — майор СМЕРШ
- Михаил Котелов — капитан СМЕРШ
- Николай Молочков — сотрудник СМЕРШ
- Николай Точилин — Эйкер
- Юрий Горин — дед Оли
- Виктор Конашенков — командующий фронтом
- Антонина Назарова — Катя
- Марина Куделинская — соседка Оли
- Виктор Хоркин — сосед Оли
- Алена Галлиардт — регистраторша ЗАГСа
- Никита Алферов — адъютант Перминова
- Евгений Рубин — первый немецкий летчик
- Сергей Носатов — второй немецкий летчик
- Герман Беляев — начальник лагеря
- Дмитрий Архангельский — генерал
- Юрий Коноплянников — полковник
- Михаил Колядин — лейтенант
- Юрий Вишневский — британский генерал
- Виктор Довженко — начальник техотдела
- Александр Лукаш — главврач
- Михаил Бобров — врач
- Валерия Майорова — медсестра
- Александр Вершинин — член военного совета
- Андрей Цыбренок — первый военный
- Алексей Гнилицкий — второй военный
- Андрей Рудь — третий военный
- Денис Ярыгин — первый дежурный офицер
- Илья Жданников — второй дежурный офицер
- Женя Тополь — певица в ресторане
- Константин Мельников — раненый

## Съёмочная группа
- Автор сценария: Рустам Ибрагимбеков
- Режиссёр: Михаил Мамедов
- Оператор: Алексей Колузов
- Художник: Сергей Жакулин
- Композитор: Илья Духовный
- Исполнительный продюсер: Игорь Ренард-Кио
- Генеральные продюсеры: Наталья Парамонова, Юрий Мацюк
- Монтажер: Сергей Лобеев